# Euceros sachalinensis
Euceros sachalinensis är en stekelart som beskrevs av Dmitriy R. Kasparyan 1992. Euceros sachalinensis ingår i släktet Euceros och familjen brokparasitsteklar. Inga underarter finns listade i Catalogue of Life.